# Takuya Nozawa
Takuya Nozawa (野沢 拓也, Nozawa Takuya), né le 12 août 1981 à Kasama, Ibaraki, au Japon, est un joueur de football japonais.
Il joue depuis ses débuts en 1999 pour le club japonais Kashima Antlers (sauf en 2000, où il tente l'aventure au Brésil), avec lequel il a remporté de nombreux trophées, dont :
- le championnat du Japon en 2001, 2007, 2008 et 2009
- la Coupe du Japon en 2007 et 2010
- la Coupe de la Ligue japonaise en 2002
- la Supercoupe du Japon en 2009